# Haifa-distriktet
Haifa-distriktet (hebraisk: מחוז חיפה Mehoz Ḥefa) er et af Israels seks administrative distrikter, og omkranser byen Haifa, som også er distriktets hovedby. Distriktets landområde er på 863 km².
Ifølge Israels statistiske centralbureau var distriktets befolkning ved slutningen af 2005 på 858 000, hvoraf 71,27 % er jøder, 18,81 % arabiske muslimer, 1,78 % er arabisk-kristne, 2,52 % er drusere og 4,9 % er ikke klassificeret efter religion. Befolkningstilvæksten er anslået til 0,8 % årligt.